# Розшукове відділення
Розшукове відділення (рос. Сыскная часть, сыск) — негласна оперативно-розшукова служба поліції Міністерства внутрішніх справ Російської імперії в період з 1866 по 1917 роки, в завдання якої входило розкриття загальнокримінальних злочинів, проведення дізнання по ним, розшук злочинців і зниклих безвісти.